# La Liga 2021–22
La Liga 2021–22 là mùa giải thứ 91 của La Liga, giải đấu bóng đá hàng đầu của Tây Ban Nha. Giải đấu bắt đầu vào ngày 13 tháng 8 năm 2021 và kết thúc vào ngày 22 tháng 5 năm 2022.
Chính phủ Tây Ban Nha thông qua Bộ Y tế, trong một phiên họp chung được tổ chức vào ngày 24 tháng 6 năm 2021, đã quyết định rằng khán giả có thể trở lại sân vận động, trong bối cảnh đại dịch COVID-19.
Atlético Madrid là đương kim vô địch, đã giành chức vô địch thứ 11 vào mùa giải trước. Espanyol, Mallorca và Rayo Vallecano được thăng hạng từ Segunda División 2020–21; thay thế Huesca, Valladolid và Eibar, những đội đã xuống hạng vào mùa trước.
Real Madrid đã giành được danh hiệu thứ 35 trước bốn vòng đấu, sau chiến thắng 4–0 trước Espanyol.
Đây là mùa giải La Liga đầu tiên kể từ mùa giải 2003–04 không có sự góp mặt của cầu thủ ghi nhiều bàn thắng nhất mọi thời đại của giải đấu, Lionel Messi.

## Thay đổi trước mùa giải

### Thăng hạng và xuống hạng (trước mùa giải)
Tổng cộng có 20 tranh tài trong giải đấu, bao gồm 17 đội từ mùa giải 2020-21 và 3 đội được thăng hạng từ Segunda División 2020-21. Điều này bao gồm 2 đội hàng đầu từ Segunda División và đội chiến thắng play-off thăng hạng.
Các đội xuống hạng ở Segunda División
Đội đầu tiên bị xuống hạng khỏi La Liga là Eibar, sau trận thua 1–4 trước Valencia vào ngày 16 tháng 5 năm 2021, kết thúc 7 năm ở bậc cao nhất. Đội thứ hai phải xuống hạng là Valladolid, sau trận thua 1-2 trên sân nhà trước Atlético Madrid vào ngày 22 tháng 5 năm 2021, trong trận đấu cuối cùng của mùa giải, kết thúc ba năm ở bậc cao nhất. Đội thứ ba và cuối cùng phải xuống hạng là Huesca, sau khi hòa 0–0 trước Valencia vào ngày 22 tháng 5 năm 2021 trong trận đấu cuối cùng của mùa giải, phải trở lại ngay lập tức bộ phận thứ hai.
Các đội được thăng hạng từ Segunda División
Vào ngày 8 tháng 5 năm 2021, Espanyol trở thành đội đầu tiên được thăng hạng về, được đảm bảo sẽ trở lại giải đấu cao nhất sau trận hòa 0–0 trước Zaragoza. Đội thứ hai giành được quyền thăng hạng là Mallorca, sau Almería thua 2-3 trước Cartagena vào ngày 18 tháng 5 năm 2021. Cả hai đội đều trở lại ngay lập tức giải hạng nhất sau một mùa giải vắng bóng. Đội thứ ba và cuối cùng được thăng hạng là Rayo Vallecano, sau khi giành chiến thắng trong trận chung kết play-off 3-2 trước Girona vào ngày 20 tháng 6 năm 2021, trở lại sau hai năm vắng bóng.

## Các đội tham dự

### Sân vận động và địa điểm
| Team            | Location        | Stadium                  | Capacity |
| --------------- | --------------- | ------------------------ | -------- |
| Alavés          | Vitoria-Gasteiz | Mendizorroza             | 19,840   |
| Athletic Bilbao | Bilbao          | San Mamés                | 53.289   |
| Atlético Madrid | Madrid          | Wanda Metropolitano      | 68,456   |
| Barcelona       | Barcelona       | Camp Nou                 | 99.354   |
| Cádiz           | Cádiz           | Nuevo Mirandilla         | 20,724   |
| Celta Vigo      | Vigo            | Abanca-Balaídos          | 29.000   |
| Elche           | Elche           | Martínez Valero          | 33.732   |
| Espanyol        | Barcelona       | RCDE Stadium             | 40.000   |
| Getafe          | Getafe          | Coliseum Alfonso Pérez   | 17.393   |
| Granada         | Granada         | Nuevo Los Cármenes       | 19.336   |
| Levante         | Valencia        | Ciutat de València       | 26.354   |
| Mallorca        | Palma           | Visit Mallorca Estadi    | 24.262   |
| Osasuna         | Pamplona        | El Sadar                 | 23.576   |
| Rayo Vallecano  | Madrid          | Vallecas                 | 14.708   |
| Real Betis      | Seville         | Benito Villamarín        | 60.721   |
| Real Madrid     | Madrid          | Santiago Bernabéu        | 81,044   |
| Real Sociedad   | San Sebastián   | Anoeta                   | 39.500   |
| Sevilla         | Seville         | Ramón Sánchez Pizjuán    | 43.883   |
| Valencia        | Valencia        | Mestalla                 | 55.000   |
| Villarreal      | Villarreal      | Sân vận động La Cerámica | 24.890   |

## Số đội theo vùng
| Thứ hạng | Vùng                | Số đội | Danh sách đội                                          |
| -------- | ------------------- | ------ | ------------------------------------------------------ |
| 1        | Andalusia           | 4      | Cádiz, Granada, Real Betis và Sevilla                  |
| 1        | Community of Madrid | 4      | Atlético Madrid, Getafe, Rayo Vallecano và Real Madrid |
| 1        | Valencian Community | 4      | Elche, Levante, Valencia và Villarreal                 |
| 4        | Basque Country      | 3      | Alavés, Athletic Bilbao và Real Sociedad               |
| 5        | Catalonia           | 2      | Barcelona và Espanyol                                  |
| 6        | Balearic Islands    | 1      | Mallorca                                               |
| 6        | Galicia             | 1      | Celta Vigo                                             |
| 6        | Navarre             | 1      | Osasuna                                                |

## Bảng xếp hạng

### Vị trí trên bảng xếp hạng
| VT | Đội             | ST | T  | H  | B  | BT | BB | HS  | Đ  | Giành quyền tham dự hoặc xuống hạng        |
| -- | --------------- | -- | -- | -- | -- | -- | -- | --- | -- | ------------------------------------------ |
| 1  | Real Madrid     | 38 | 26 | 8  | 4  | 80 | 31 | +49 | 86 | Lọt vào vòng bảng Champions League         |
| 2  | Barcelona       | 38 | 21 | 10 | 7  | 68 | 38 | +30 | 73 | Lọt vào vòng bảng Champions League         |
| 3  | Atlético Madrid | 38 | 21 | 8  | 9  | 65 | 43 | +22 | 71 | Lọt vào vòng bảng Champions League         |
| 4  | Sevilla         | 38 | 18 | 16 | 4  | 53 | 30 | +23 | 70 | Lọt vào vòng bảng Champions League         |
| 5  | Real Betis      | 38 | 19 | 8  | 11 | 62 | 40 | +22 | 65 | Lọt vào vòng bảng Europa League            |
| 6  | Real Sociedad   | 38 | 17 | 11 | 10 | 40 | 37 | +3  | 62 | Lọt vào vòng bảng Europa League            |
| 7  | Villarreal      | 38 | 16 | 11 | 11 | 63 | 37 | +26 | 59 | Lọt vào vòng loại Europa Conference League |
| 8  | Athletic Bilbao | 38 | 14 | 13 | 11 | 43 | 36 | +7  | 55 |                                            |
| 9  | Valencia        | 38 | 11 | 15 | 12 | 48 | 53 | −5  | 48 |                                            |
| 10 | Osasuna         | 38 | 12 | 11 | 15 | 37 | 51 | −14 | 47 |                                            |
| 11 | Celta Vigo      | 38 | 12 | 10 | 16 | 43 | 43 | 0   | 46 |                                            |
| 12 | Rayo Vallecano  | 38 | 11 | 9  | 18 | 39 | 50 | −11 | 42 |                                            |
| 13 | Elche           | 38 | 11 | 9  | 18 | 40 | 52 | −12 | 42 |                                            |
| 14 | Espanyol        | 38 | 10 | 12 | 16 | 40 | 53 | −13 | 42 |                                            |
| 15 | Getafe          | 38 | 8  | 15 | 15 | 33 | 41 | −8  | 39 |                                            |
| 16 | Mallorca        | 38 | 10 | 9  | 19 | 36 | 63 | −27 | 39 |                                            |
| 17 | Cádiz           | 38 | 8  | 15 | 15 | 35 | 51 | −16 | 39 |                                            |
| 18 | Granada         | 38 | 8  | 14 | 16 | 44 | 61 | −17 | 38 | Xuống hạng chơi ở Segunda División         |
| 19 | Levante         | 38 | 8  | 11 | 19 | 51 | 76 | −25 | 35 | Xuống hạng chơi ở Segunda División         |
| 20 | Alavés          | 38 | 8  | 7  | 23 | 31 | 65 | −34 | 31 | Xuống hạng chơi ở Segunda División         |

### Kết quả
| Nhà \ Khách     | RMA | BAR | ATM | SEV | BET | RSO | VIL | ATH | VAL | OSA | CEL | RAY | ESP | GET | ELC | GRA | MLL | CAD | LEV | ALA |
| --------------- | --- | --- | --- | --- | --- | --- | --- | --- | --- | --- | --- | --- | --- | --- | --- | --- | --- | --- | --- | --- |
| Real Madrid     | —   | 0–4 | 2–0 | 2–1 | 0–0 | 4–1 | 0–0 | 1–0 | 4–1 | 0–0 | 5–2 | 2–1 | 4–0 | 2–0 | 2–2 | 1–0 | 6–1 | 0–0 | 6–0 | 3–0 |
| Barcelona       | 1–2 | —   | 4–2 | 1–0 | 0–1 | 4–2 | 0–2 | 4–0 | 3–1 | 4–0 | 3–1 | 0–1 | 1–0 | 2–1 | 3–2 | 1–1 | 2–1 | 0–1 | 3–0 | 1–1 |
| Atlético Madrid | 1–0 | 2–0 | —   | 1–1 | 3–0 | 2–2 | 2–2 | 0–0 | 3–2 | 1–0 | 2–0 | 2–0 | 2–1 | 4–3 | 1–0 | 0–0 | 1–2 | 2–1 | 0–1 | 4–1 |
| Sevilla         | 2–3 | 1–1 | 2–1 | —   | 2–1 | 0–0 | 1–0 | 1–0 | 3–1 | 2–0 | 2–2 | 3–0 | 2–0 | 1–0 | 2–0 | 4–2 | 0–0 | 1–1 | 5–3 | 2–2 |
| Real Betis      | 0–1 | 1–2 | 1–3 | 0–2 | —   | 4–0 | 0–2 | 1–0 | 4–1 | 4–1 | 0–2 | 3–2 | 2–2 | 2–0 | 0–1 | 2–0 | 2–1 | 1–1 | 3–1 | 4–0 |
| Real Sociedad   | 0–2 | 0–1 | 1–2 | 0–0 | 0–0 | —   | 1–3 | 1–1 | 0–0 | 1–0 | 1–0 | 1–0 | 1–0 | 0–0 | 1–0 | 2–0 | 1–0 | 3–0 | 1–0 | 1–0 |
| Villarreal      | 0–0 | 1–3 | 2–2 | 1–1 | 2–0 | 1–2 | —   | 1–1 | 2–0 | 1–2 | 1–0 | 2–0 | 5–1 | 1–0 | 4–1 | 0–0 | 3–0 | 3–3 | 5–0 | 5–2 |
| Athletic Bilbao | 1–2 | 1–1 | 2–0 | 0–1 | 3–2 | 4–0 | 2–1 | —   | 0–0 | 2–0 | 0–2 | 1–2 | 2–1 | 1–1 | 2–1 | 2–2 | 2–0 | 0–1 | 3–1 | 1–0 |
| Valencia        | 1–2 | 1–4 | 3–3 | 1–1 | 0–3 | 0–0 | 2–0 | 1–1 | —   | 1–2 | 2–0 | 1–1 | 1–2 | 1–0 | 2–1 | 3–1 | 2–2 | 0–0 | 1–1 | 3–0 |
| Osasuna         | 1–3 | 2–2 | 0–3 | 0–0 | 1–3 | 0–2 | 1–0 | 1–3 | 1–4 | —   | 0–0 | 1–0 | 0–0 | 1–1 | 1–1 | 1–1 | 0–2 | 2–0 | 3–1 | 1–0 |
| Celta Vigo      | 1–2 | 3–3 | 1–2 | 0–1 | 0–0 | 0–2 | 1–1 | 0–1 | 1–2 | 2–0 | —   | 2–0 | 3–1 | 0–2 | 1–0 | 1–0 | 4–3 | 1–2 | 1–1 | 4–0 |
| Rayo Vallecano  | 0–1 | 1–0 | 0–1 | 1–1 | 1–1 | 1–1 | 1–5 | 0–1 | 1–1 | 0–3 | 0–0 | —   | 1–0 | 3–0 | 2–1 | 4–0 | 3–1 | 3–1 | 2–4 | 2–0 |
| Espanyol        | 2–1 | 2–2 | 1–2 | 1–1 | 1–4 | 1–0 | 0–0 | 1–1 | 1–1 | 1–1 | 1–0 | 0–1 | —   | 2–0 | 1–2 | 2–0 | 1–0 | 2–0 | 4–3 | 1–0 |
| Getafe          | 1–0 | 0–0 | 1–2 | 0–1 | 0–0 | 1–1 | 1–2 | 0–0 | 0–0 | 1–0 | 0–3 | 0–0 | 2–1 | —   | 0–1 | 4–2 | 1–0 | 4–0 | 3–0 | 2–2 |
| Elche           | 1–2 | 1–2 | 0–2 | 1–1 | 0–3 | 1–2 | 1–0 | 0–0 | 0–1 | 1–1 | 1–0 | 2–1 | 2–2 | 3–1 | —   | 0–0 | 3–0 | 3–1 | 1–1 | 3–1 |
| Granada         | 1–4 | 1–1 | 2–1 | 1–0 | 1–2 | 2–3 | 1–4 | 1–0 | 1–1 | 0–2 | 1–1 | 2–2 | 0–0 | 1–1 | 0–1 | —   | 4–1 | 0–0 | 1–4 | 2–1 |
| Mallorca        | 0–3 | 0–1 | 1–0 | 1–1 | 1–1 | 0–2 | 0–0 | 3–2 | 0–1 | 2–3 | 0–0 | 2–1 | 1–0 | 0–0 | 2–2 | 2–6 | —   | 2–1 | 1–0 | 2–1 |
| Cádiz           | 1–1 | 0–0 | 1–4 | 0–1 | 1–2 | 0–2 | 1–0 | 2–3 | 0–0 | 2–3 | 0–0 | 2–0 | 2–2 | 1–1 | 3–0 | 1–1 | 1–1 | —   | 1–1 | 0–2 |
| Levante         | 3–3 | 2–3 | 2–2 | 2–3 | 2–4 | 2–1 | 2–0 | 0–0 | 3–4 | 0–0 | 0–2 | 1–1 | 1–1 | 0–0 | 3–0 | 0–3 | 2–0 | 0–2 | —   | 3–1 |
| Alavés          | 1–4 | 0–1 | 1–0 | 0–0 | 0–1 | 1–1 | 2–1 | 0–0 | 2–1 | 0–2 | 1–2 | 1–0 | 2–1 | 1–1 | 1–0 | 2–3 | 0–1 | 0–1 | 2–1 | —   |

## Thống kê
Tính đến 22 tháng 5 năm 2022

### Danh sách cầu thủ ghi nhiều bàn nhất
| STT | Cầu thủ           | Câu lạc bộ      | Số bàn thắng |
| --- | ----------------- | --------------- | ------------ |
| 1   | Karim Benzema     | Real Madrid     | 27           |
| 2   | Iago Aspas        | Celta Vigo      | 18           |
| 3   | Raúl de Tomás     | Espanyol        | 17           |
| 3   | Vinícius Júnior   | Real Madrid     | 17           |
| 5   | Juanmi            | Real Betis      | 16           |
| 5   | Enes Ünal         | Getafe          | 16           |
| 7   | Joselu            | Alavés          | 14           |
| 8   | José Luis Morales | Levante         | 13           |
| 10  | Ángel Correa      | Atlético Madrid | 12           |
| 10  | Memphis Depay     | Barcelona       | 12           |

### Danh sách cầu thủ kiến tạo nhiều nhất
| STT | Cầu thủ         | Câu lạc bộ      | Số kiến tạo |
| --- | --------------- | --------------- | ----------- |
| 1   | Ousmane Dembélé | Barcelona       | 13          |
| 2   | Karim Benzema   | Real Madrid     | 12          |
| 3   | Jordi Alba      | Barcelona       | 10          |
| 3   | Iker Muniain    | Athletic Bilbao | 10          |
| 3   | Dani Parejo     | Villarreal      | 10          |
| 3   | Vinícius Júnior | Real Madrid     | 10          |
| 7   | Sergi Darder    | Espanyol        | 9           |
| 7   | Óscar Trejo     | Rayo Vallecano  | 9           |
| 9   | Nabil Fekir     | Real Betis      | 8           |
| 9   | Luka Modrić     | Real Madrid     | 8           |

### Giải thưởng Zamora
| STT | Cầu thủ          | Câu lạc bộ      | Số bàn thua | Số trận | Hiệu suất |
| --- | ---------------- | --------------- | ----------- | ------- | --------- |
| 1   | Yassine Bounou   | Sevilla         | 24          | 31      | 0.77      |
| 2   | Thibaut Courtois | Real Madrid     | 29          | 36      | 0.81      |
| 3   | Gerónimo Rulli   | Villarreal      | 28          | 32      | 0.88      |
| 4   | Álex Remiro      | Real Sociedad   | 32          | 35      | 0.91      |
| 4   | Unai Simón       | Athletic Bilbao | 31          | 34      | 0.91      |

### Hat-tricks
| Cầu thủ                   | CLB             | Ghi bàn vào lưới | Kết quả | Ngày                 | Vòng |
| Karim Benzema             | Real Madrid     | Celta Vigo       | 5–2 (H) | 12 tháng 9 năm 2021  | 4    |
| Marco Asensio             | Real Madrid     | Mallorca         | 6–1 (H) | 22 tháng 9 năm 2021  | 6    |
| Anthony Lozano            | Cádiz           | Villarreal       | 3–3 (A) | 26 tháng 10 năm 2021 | 11   |
| Juanmi                    | Real Betis      | Levante          | 3–1 (H) | 28 tháng 11 năm 2021 | 15   |
| Jorge Molina              | Granada         | Mallorca         | 4–1 (H) | 19 tháng 12 năm 2021 | 18   |
| Oihan Sancet              | Athletic Bilbao | Osasuna          | 3–1 (A) | 3 tháng 1 năm 2022   | 19   |
| Arnaut Danjuma            | Villarreal      | Granada          | 4–1 (A) | 19 tháng 2 năm 2022  | 25   |
| Pierre-Emerick Aubameyang | Barcelona       | Valencia         | 4–1 (A) | 20 tháng 2 năm 2022  | 25   |
| Yeremi Pino4              | Villarreal      | Espanyol         | 5–1 (H) | 27 tháng 2 năm 2022  | 26   |
| Vinícius Júnior           | Real Madrid     | Levante          | 6–0 (H) | 12 tháng 5 năm 2022  | 36   |

4 – Ghi 4 bàn thắng.

### Bàn thắng
- Bàn thắng đầu tiên của mùa giải: 
 Carlos Soler đội Valencia trong trận đấu với Getafe (13 tháng 8 năm 2021)[30]

### Thẻ phạt

#### Cá nhân
- Nhận nhiều thẻ vàng nhất: 15
  -  Omar Alderete (Valencia)
- Nhận nhiều thẻ đỏ nhất: 2
  -  Jorge Cuenca (Getafe)
  -  Raúl de Tomás (Espanyol)
  -  José Gayà (Valencia)
  -  Hugo Guillamón (Valencia)
  -  Geoffrey Kondogbia (Atlético Madrid)
  -  Jules Koundé (Sevilla)
  -  Hugo Mallo (Celta Vigo)
  -  Iñigo Martínez (Athletic Bilbao)
  -  Franco Russo (Mallorca)
  -  Roberto Soldado (Levante)

#### Đội bóng
- Nhận nhiều thẻ vàng nhất: 123
  - Valencia
- Nhận nhiều thẻ đỏ nhất: 8
  - Valencia
- Nhận ít thẻ vàng nhất: 76
  - Real Madrid
  - Real Sociedad
- Nhận ít thẻ đỏ nhất: 0
  - Real Madrid

## Giải thưởng

### Giải thưởng hàng tháng
| Tháng    | Cầu thủ xuất sắc nhất tháng | Cầu thủ xuất sắc nhất tháng | Tham khảo |
| Tháng    | Cầu thủ                     | Câu lạc bộ                  | Tham khảo |
| -------- | --------------------------- | --------------------------- | --------- |
| Tháng 9  | Karim Benzema               | Real Madrid                 | [ 31 ]    |
| Tháng 10 | Robin Le Normand            | Real Sociedad               | [ 32 ]    |
| Tháng 11 | Vinícius Júnior             | Real Madrid                 | [ 33 ]    |
| Tháng 12 | Juanmi                      | Real Betis                  | [ 34 ]    |
| Tháng 1  | Ángel Correa                | Atlético Madrid             | [ 35 ]    |
| Tháng 2  | Thibaut Courtois            | Real Madrid                 | [ 36 ]    |
| Tháng 3  | João Félix                  | Atlético Madrid             | [ 37 ]    |
| Tháng 4  | Karim Benzema               | Real Madrid                 | [ 38 ]    |

### Đội hình tiêu biểu của giải đấu

#### EA Sports
| VT | Cầu thủ          | Câu lạc bộ      | Tham khảo |
| -- | ---------------- | --------------- | --------- |
| TM | Thibaut Courtois | Real Madrid     | [ 39 ]    |
| HV | Marcos Acuña     | Sevilla         | [ 39 ]    |
| HV | David Alaba      | Real Madrid     | [ 39 ]    |
| HV | Jules Koundé     | Sevilla         | [ 39 ]    |
| HV | Éder Militão     | Real Madrid     | [ 39 ]    |
| HV | Ronald Araújo    | Barcelona       | [ 39 ]    |
| TV | Sergio Canales   | Real Betis      | [ 39 ]    |
| TV | Nabil Fekir      | Real Betis      | [ 39 ]    |
| TV | Luka Modrić      | Real Madrid     | [ 39 ]    |
| TV | Iker Muniain     | Athletic Bilbao | [ 39 ]    |
| TV | Pedri            | Barcelona       | [ 39 ]    |
| TĐ | Karim Benzema    | Real Madrid     | [ 39 ]    |
| TĐ | João Félix       | Atlético Madrid | [ 39 ]    |
| TĐ | Raúl de Tomás    | Espanyol        | [ 39 ]    |
| TĐ | Vinícius Júnior  | Real Madrid     | [ 39 ]    |